# ヒメヤブラン
ヒメヤブラン（姫薮蘭、学名：Liriope minor）はキジカクシ科（APG植物分類体系）ヤブラン属の小形の多年草 。旧分類ではユリ科に分類されていた。

## 特徴
根茎は短く、横に長い匍匐枝をだして増える。ひげ根は細長い。葉は線形で根出し、高さ10-20cm、幅2-3mmになり、根本から外側に広がる
花期は7-9月。根出葉の間から、葉より短い、高さ10-15cmになる花茎を直立させ、その上部に総状に花序をつけ、小さい花をまばらにつける。花は淡紫色か白色で、長さ2-3mmの短い花柄があり、上向きに咲く。花被片は6個あり、長楕円形で平開する。雄蕊は6個あり、花糸は太く、葯は長形で黄色。子房は上位で3室あり、各室に2個の胚珠がある。花柱は円柱状で、小形の柱頭を持つ。花後、小さい種子が果実から裸出し成熟する。種子は黒色で、径4-6mmの球状になり、果実のように見える。
ジャノヒゲ属のジャノヒゲに似るが、ジャノヒゲより葉がやわらかく、花序は曲がらず直立する。また、種子もジャノヒゲは青いが、本種は黒色となり、区別がつく。

## 分布と生育環境
日本では、北海道西南部、本州、四国、九州、琉球に分布し、日当たりのよい原野の草地や林下に生育する。世界では、朝鮮、中国、フィリピンに分布する。

## ギャラリー
- 花茎は葉より短い。